# Sjöslaget vid Sinop

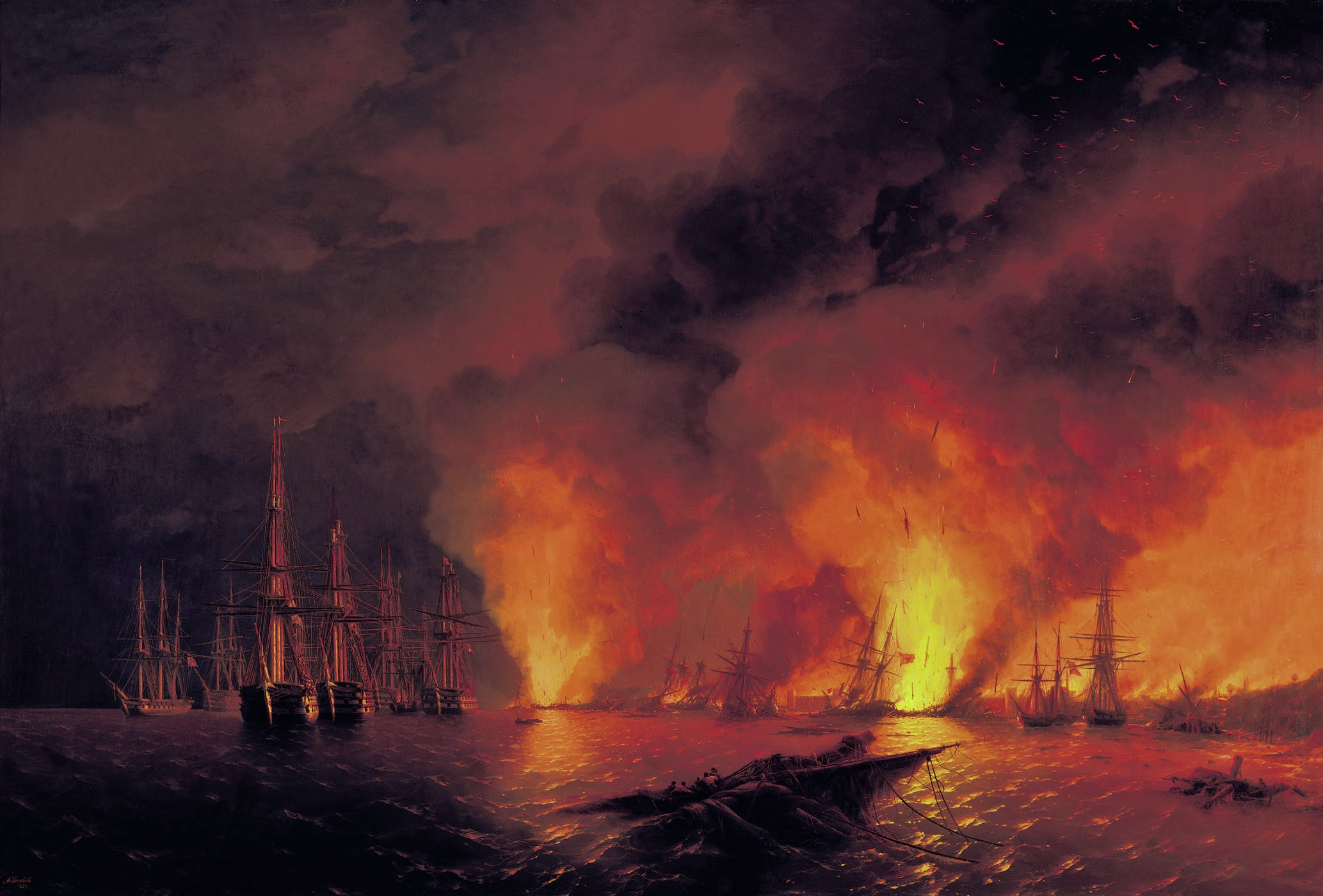
I sjöslaget vid Sinop 1853 förintades den turkiska flottan vilket ledde till Krimkrigets utbrott.

Sjöslaget vid Sinop ägde rum den 30 november 1853, i inledningen av Krimkriget, i den turkiska staden Sinops hamn.
En rysk flottstyrka under amiral Nachimov trängde in i hamnen och förstörde den där förankrade osmanska flottan. Krossandet av den turkiska flottan oroade Storbritannien och Frankrike som nu aktivt gick över till att försvara osmanska riket. Efter att Ryssland ignorerat ett brittiskt-franskt ultimatum förklarade Storbritannien och Frankrike krig mot Ryssland 1854.